# Júnior César Moreira da Cunha
Júnior César Moreira da Cunha mais conhecido como Juninho (Goianápolis, 5 de Abril de 1985), é um futebolista brasileiro que atua como atacante.

## Carreira
Juninho jogou em 2007 pelo Vila Nova por empréstimo do Anápolis. Em 2008, após rescindir com o Anápolis, Juninho acertou um contrato de 5 anos, válido até 2012 com o Atlético Goianiense. Seu contrato com o clube foi renovado até o fim 2015.

### Atlético Mineiro
No dia 31 de maio de 2012, Juninho foi confirmado como novo reforço do Atlético Mineiro. O jogador foi emprestado pelo Atlético Goianiense até o final de 2012. Em troca, o lateral-esquerdo Eron foi emprestado ao clube goiano.

## Títulos
Atlético-GO
- Campeonato Brasileiro - Série C: 2008
- Campeonato Goiano: 2010, 2011, 2014

Fortaleza
- Campeonato Cearense: 2016